# Compuesto de organoarsénico
Un compuesto de organoarsénico es un compuesto químico que contiene algún enlace químico entre átomos de arsénico y carbono. La química de organoarsénicos es la química que estudia sus propiedades químicas y reactividad. Unos pocos compuestos de organoarsénico, también llamados compuestos organoarsenicales, se producen industrialmente dado su uso como insecticidas, herbicidas, y fungicidas. En general, estas aplicaciones están disminuyendo al ritmo de las crecientes preocupaciones sobre su impacto sobre el medio ambiente y la salud humana. El compuesto padre del que derivan los demás es la arsina. A pesar de su toxicidad, las biomoléculas con organoarsénico son bien conocidas.

## Historia
Aunque ahora se consideran de menor importancia, los compuestos de organoarsénico jugaron un papel destacado en la historia del desarrollo de la química. El compuesto de organoarsénico más antiguo conocido, el maloliente cacodilo, se registró en 1760 y se clasifica a veces como el primer compuesto organometálico de síntesis. El compuesto salvarsán fue uno de los primeros productos farmacéuticos, haciéndole ganar un premio Nobel a Paul Ehrlich.

## Síntesis y clasificación
El arsénico se produce normalmente en los estados de oxidación (III) y (V), ilustrado por los haluros ASX3 (X = F, Cl, Br, I) y AsF5. En consecuencia, los compuestos de organoarsénico se encuentran comúnmente en estos dos estados de oxidación.

### Compuestos de organoarsénico (V) y sus usos
Los compuestos de arsénico (V) poseen como característica típica los grupos funcionales RAsO(OH)2 o R2AsO(OH) (donde R = grupo alquilo o arilo). El ácido cacodílico, de fórmula (CH3)2AsO2H, ocupa un lugar destacado en la química de los compuestos de organoarsénico. En contraste, el ácido dimetilfosfónico es menos significativo en la correspondiente química del fósforo. El ácido cacodílico surge de la metilación del óxido de arsénico (III). Los ácidos fenilarsónicos pueden ser obtenidos por la reacción del ácido arsénico con anilinas, en la llamada reacción de Bechamp.

Ácido cacodílico

El ácido monometilado, ácido metilarsónico (CH3AsO(OH)2), es un precursor de los fungicidas Neoasozin (nombre comercial) usados en el cultivo de arroz y algodón. Los derivados del ácido fenilarsónico (C6H5AsO(OH)2) se utilizan como aditivos en piensos para el ganado, incluyendo el ácido 4-hidroxi-3-nitrobencenoarsónico (3-NHPAA o roxarsona), el ácido ureidofenilarsónico (carbarsona), y el ácido p-arsanílico. Estas aplicaciones son controvertidas ya que introducen formas solubles de arsénico en el medio ambiente.
Los compuestos de arsénico (V) que contienen sólo ligandos orgánicos son raros, siendo el miembro más preeminente el derivado pentafenílico As(C6H5)5.

### Compuestos de organoarsénico (III) y sus usos
La mayoría de los compuestos son preparados por alquilación de AsCl3 y sus derivados con organolitio y reactivos de Grignard. Por ejemplo, es conocida la serie trimetilarsina ((CH3)3As), cloruro de dimetilarsénico ((CH3)2AsCl), y dicloruro de metilarsénico (CH3AsCl2). La reducción de los derivados de cloro con reactivos reductores de hidruro permite obtener los hidruros correspondientes, tales como dimetilarsina ((CH3)2AsH) y metilarsina (CH3AsH2). Manipulaciones similares se aplican a otros compuestos clorados de organoarsénico.
Una ruta importante vía para compuestos de dimetilarsénico comienza con la reducción del ácido cacodílico (véase más arriba):
(CH3)2AsO2H + 2 Zn + 4 HCl → (CH3)2AsH + 2 ZnCl2 + 2 H2O
(CH3)2AsO2H + SO2 + HI → (CH3)2AsI + SO3 + H2O
Son conocidos diversos heterociclos que contienen arsénico (III). Estos incluyen el arsol, análogo de arsénico del pirrol, y el arsabenceno, análogo de arsénico de la piridina.
Los compuestos de organoarsénico (III) simétricos, por ejemplo, trimetilarsina y trifenilarsina, se utilizan como ligandos en la química de coordinación. Se comportan como los ligandos fosfina, pero son menos básicos. La diarsina C6H4(As(CH3)2)2, conocida como diars, es un ligando quelante. El compuesto Thorin es un indicador de varios metales.

### Compuestos de organoarsénico (I) y sus usos
Los compuestos de organoarsénico (I) son menos significativos en términos de usos comerciales y de número. Los medicamentos anti-sifilíticos Salvarsán y Neosalvarsán son representativos de esta clase. Estos compuestos generalmente cuentan con tres enlaces a As, pero solo enlaces simples As-As. Los compuestos de arsénico (I) que contienen dobles enlaces As=As son poco frecuentes.

## Guerra química
Los compuestos de organoarsénico, especialmente aquellos con enlaces As-Cl, se han utilizado como armas químicas, especialmente en la Primera Guerra Mundial. Entre los ejemplos se incluyen la infame "Lewisita" (dicloruro de clorovinil-2-arsénico), "Clark I" (clorodifenilarsina) y fenildicloroarsina.

## Compuestos de organoarsénico en la naturaleza
Como el arsénico es tóxico para la mayoría de las formas de vida y se presenta en concentraciones elevadas en algunas áreas, diversas estrategias de desintoxicación han evolucionado. El arsénico inorgánico y sus compuestos, al entrar en la cadena alimentaria, son progresivamente metabolizados a una forma menos tóxica de arsénico a través de un proceso de metilación. Los compuestos de organoarsénico surgen a través de la biometilación de compuestos inorgánicos de arsénico, a través de procesos mediados por enzimas relacionadas con la vitamina B12. Por ejemplo, el moho Scopulariopsis brevicaulis produce cantidades significativas de trimetilarsina si está presente el arsénico inorgánico. El compuesto orgánico arsenobetaína, una betaína, se encuentra en algunos alimentos marinos, como peces y algas, y también en los hongos en grandes concentraciones. La ingesta de una persona promedio es de alrededor de 10-50 mg/día. Los valores de 1000 mg no son inusuales después del consumo de pescado o setas. Sin embargo, existe poco peligro al comer pescado porque este compuesto de arsénico es prácticamente no-tóxico. La arsenobetaína fue identificada por primera vez en la la especie de langosta espinosa australiana (Western rock lobster).
Los hidratos de carbono unidos a átomos de arsénico, conocidos colectivamente como arsenoazúcares, se encuentran especialmente en las algas. También se conocen lípidos que contienen arsénico. Aunque el arsénico y sus compuestos son tóxicos para los seres humanos, uno de los primeros antibióticos sintéticos fue el Salvarsán (cuyo uso ha sido ya descontinuado).
El único compuesto de poliarsénico aislado de una fuente natural es la arsenicina A
Los compuestos de organoarsénico pueden representar riesgos significativos para la salud, dependiendo en grado extremo del compuesto y la especie en cuestión, con LD50 que van desde 5-6 mg/kg de peso corporal (muy tóxicos) hasta 12000 a 15000 mg/kg de peso corporal (en la práctica no-tóxicos).

## Compuestos representativos
Algunos ejemplos ilustrativos de compuestos de organoarsénico se presentan en la tabla inferior:
| Organoarsénico                               | R            |                                | Masa molar | Número CAS | Propiedades              |
| 10,10'-oxibis-10H-fenoxarsina                |              | 10,10'-oxybis-10H-Phenoxarsine | 502.2318   | 58-36-6    |                          |
| Trifenilarsina                               | Fenil        | Triphenylarsine                | 306.23     | 603-32-7   | Punto de fusión 58-61 °C |
| Fenildicloroarsina                           | fenil, cloro |                                | 222.93     | 696-28-6   |                          |
| Roxarsona                                    |              |                                | 263.04     | 121-19-7   |                          |
| Arsenobetaína                                |              | Arsenobetaína                  |            | 64436-13-1 |                          |
| Compuestos de organoarsénico representativos |              |                                |            |            |                          |

## Enlaces químicos del carbono con el resto de átomos
| CH  |     |     |     |     |     |     |     |     |     |     |     |     |     |     |     |     |     | He  |
| CLi | CBe |     |     |     |     |     |     |     |     |     |     | CB  | CC  | CN  | CO  | CO  | CF  | Ne  |
| CNa | CMg |     |     |     |     |     |     |     |     |     |     | CAl | CSi | CP  | CS  | CS  | CCl | CAr |
| CK  | CCa | CSc | CTi | CV  | CCr | CMn | CFe | CCo | CNi | CCu | CZn | CGa | CGe | CAs | CSe | CSe | CBr | CKr |
| CRb | CSr | CY  | CZr | CNb | CMo | CTc | CRu | CRh | CPd | CAg | CCd | CIn | CSn | CSb | CTe | CTe | CI  | CXe |
| CCs | CBa |     | CHf | CTa | CW  | CRe | COs | CIr | CPt | CAu | CHg | CTl | CPb | CBi | CPo | CPo | CAt | Rn  |
| Fr  | CRa | Rf  | Db  | CSg | Bh  | Hs  | Mt  | Ds  | Rg  | Cn  | Nh  | Fl  | Mc  | Lv  | Lv  | Ts  | Og  |     |
|     |     | ↓   |     |     |     |     |     |     |     |     |     |     |     |     |     |     |     |     |
|     |     | CLa | CCe | CPr | CNd | CPm | CSm | CEu | CGd | CTb | CDy | CHo | CEr | CTm | CYb | CYb | CLu |     |
|     |     | Ac  | CTh | CPa | CU  | CNp | CPu | CAm | CCm | CBk | CCf | CEs | Fm  | Md  | No  | No  | Lr  |     |

| Química orgánica básica.                        | Muchos usos en Química.           |
| Investigación académica, pero no un amplio uso. | Enlace desconocido / no evaluado. |